# Оборона Гуты Степанской и Вырки
Оборона Гуты Степанской и Вырки (пол. Obrona Huty Stepańskiej i Wyrki, укр. Бій за Гуту Степанську і Вирку) — оборонительные бои польской самообороны, советских партизан и Армии Крайовой с УПА в сёлах Гута Степанская и Вырка генерального округа «Волынь-Подолье» Рейхскомиссариата Украина в июле 1943 года.

## Предыстория
Гута Степанская и Вырка — сёла, ныне находящиеся в Ровненской области Украины, до 1939 года находились в Костопольском повяте Волынского воеводства Польши и по составу населения были преимущественно польскими.
В 1943 году эти два села прославились как два крупных центра польской самообороны в период так называемой «Волынской резни». Именно эту функцию они выполняли весной 1943 года, когда отделы УПА совершали массовые чистки польского населения Волыни, с целью полностью изгнать с этой территории поляков.
Сёла, находясь в нескольких километрах друг от друга, тесно взаимодействовали между собой. Вместе они образовали большой лагерь для беженцев, в котором нашли приют более 5000 гражданских поляков — мужчин, женщин и детей из окрестных сел и колоний.
Беженцы знали, что им грозит смертельная опасность, ведь бандеровцы планировали уничтожить эти пункты сопротивления, поскольку их защитники были польской национальности и плюс ко всему поляки с этих баз также сотрудничали с советскими партизанами, устраивая с ними совместные рейды против УПА. В конце марта они напали на Мельницу Малую, а в апреле 1943 года вместе атаковали Бутейки.
В начале июля 1943 самооборона в Гуте насчитывала 500 человек, но имела на вооружении только 80 единиц огнестрельного оружия, в том числе шесть ручных пулемётов. Неизвестно количество защитников Вырки. Украинские националисты пытались идентифицировать силы самообороны, используя в качестве своего агента сельского старосту Якуба Крычильского. Однако изменение старосты села на поляка Станислава Дроздовского и запрет украинцам въезд в село поломали их планы.

## Ход боёв

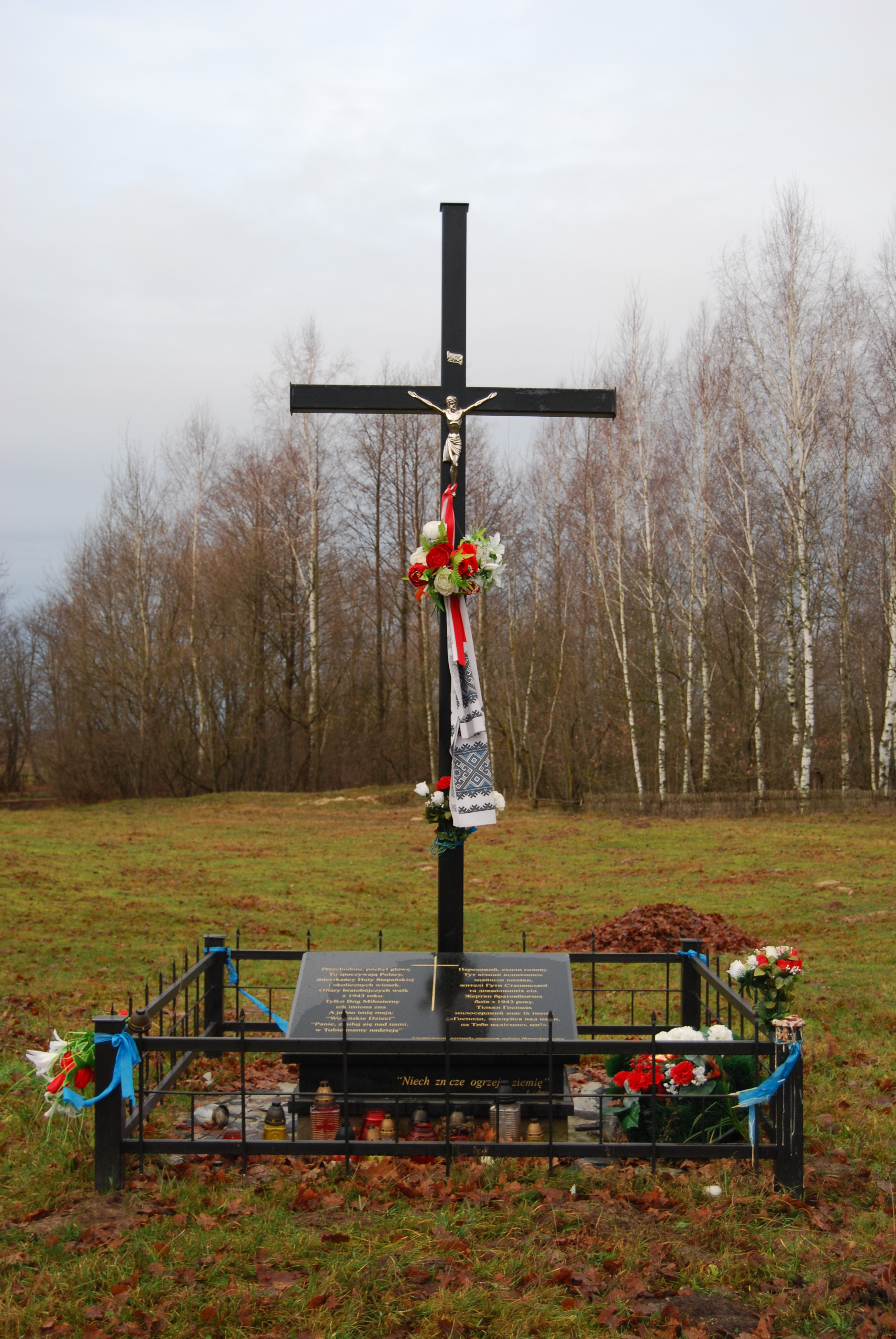
Гута Степанская. Крест и мемориальная доска на братской могиле. 17 июля 1943 года здесь были похоронены 250 польских жертв УПА

УПА решилась атаковать эти базы самообороны в ночь с 16 на 17 июля 1943 года. Для операции было выделено как минимум десять сотен УПА и СКВ (Кустовые отделы самообороны). Всего более 1000 человек. В их числе была и «Первая сотня УПА» и сотня УПА «Макса» (Максима Скорупского). Подразделения разделились на две крупные группы. Операцией командовал Иван Литвинчук-«Дубовой».
Как и предполагалось, уповцы 16 июля около 23 часов вечера одновременно пошли в наступление. Первая боевая группа УПА уничтожила поочередно сёла Переспу, Ужаны, Сошники, Галы, Тур и другие населенные пункты. Польские дома жгли, а схваченных жителей убивали. В 3.25 утра уповцы атаковали Вырку с трех сторон. Поляки пытались защищаться в латинской церкви и расположенных вокруг каменных домах, но после двухчасового боя вынуждены были отступить к Гуте Степанской. Остальные окрестные польские поселения были уничтожены на следующий день.
Тем временем вторая группа УПА уничтожила Борок, Ляды и Курорты, а затем начала непосредственную атаку на Гуту Степанскую. Борьба была упорной. Частыми были схватки в рукопашную. Нападавших из самого центра села трижды вытесняли. По оценкам, погибли около 50-100 человек из числа защитников и гражданского населения. К вечеру 17 июля атаки УПА прекратились. Самый сильный удар по Гуте был нанесён 18 июля в 1 час ночи. Одной из штурмовых групп удалось ворваться в деревню, поджечь несколько домов и убить около сотни поляков.
Из-за недостатка амуниции было принято решение покинуть Гуту Степанскую. Поляки образовали многокилометровую колонну повозок, которую прикрывала самооборона. Воспользовавшись туманом, большинство жителей Гуты отступили в направлении Антоновки. Однако часть людей охватила паника, они оторвались от основной группы и стали жертвами бандеровцев. 19 июля утром уповцы вошли в Гуту Степанскую и сожгли все дома (мурованные взорвали). Вооруженные защитники Гуты Степанской, состоявшие из солдат и офицеров Армии Крайовой в дальнейшем присоединились к защите базы самообороны в Старой Гуте.

## Итоги
С украинской точки зрения операция закончилась успешно. Собственные потери УПА составили 18 убитых и 17 раненых, но зато была ликвидирована сильная ячейка самообороны, убиты (по украинским данным) более пятисот поляков. В бою также погибли несколько немцев из патруля, который наткнулся на след УПА. Украинскому населению было возвращено домашнее имущество, скот, лошади и телеги, реквизированные польской самообороной.